# Moshe Sardines
Moshe Sardines (en hébreu  משה סרדינס) était un homme politique israélien.

## Biographie
Il est né à Izmir en 1917 maintenant en Turquie. Il s'installe en Israël en 1949.    